# 植村洋斗
植村 洋斗（うえむら ひろと、2001年8月26日 - ）は、神奈川県出身のプロサッカー選手。Jリーグ・アルビレックス新潟所属。ポジションはミッドフィールダー（MF）。

## 経歴

### ユース
横浜F・マリノスの下部組織出身。
日本大学藤沢高等学校でプレー。高校卒業後は早稲田大学に進学した。
2022年7月7日、2024シーズンからジュビロ磐田への加入内定が発表され、2023年には同クラブの「JFA・Jリーグ特別指定選手」として承認された。

### ジュビロ磐田
2024シーズンよりジュビロ磐田に加入。背番号は昨シーズンで引退を発表した遠藤保仁の背番号である「50」を受け継いだ。
2月24日、開幕戦のヴィッセル神戸戦でスタメン出場でJ1デビューを果たした。試合には敗れたものの、磐田では2011年に同じく新人ながら開幕スタメン出場した小林裕紀以来の約13年ぶりの開幕新人スタメンとなった。3月1日、第2節の川崎フロンターレ戦では、先制となるプロ初ゴールを決めた。

### アルビレックス新潟
2025年7月13日、アルビレックス新潟への期限付き移籍が発表された。

## 所属クラブ
- 横浜F・マリノスプライマリー
- 横浜F・マリノスジュニアユース
- 日本大学藤沢高等学校
- 早稲田大学
  - 2023年 ジュビロ磐田（特別指定選手）
- 2024年 - ジュビロ磐田
  - 2025年7月 - アルビレックス新潟（期限付き移籍）

## 個人成績
| 国内大会個人成績 | 国内大会個人成績 | 国内大会個人成績 | 国内大会個人成績 | 国内大会個人成績 | 国内大会個人成績 | 国内大会個人成績 | 国内大会個人成績 | 国内大会個人成績 | 国内大会個人成績 | 国内大会個人成績 | 国内大会個人成績 |
| 年度             | クラブ           | 背番号           | リーグ           | リーグ戦         | リーグ戦         | リーグ杯         | リーグ杯         | オープン杯       | オープン杯       | 期間通算         | 期間通算         |
| 年度             | クラブ           | 背番号           | リーグ           | 出場             | 得点             | 出場             | 得点             | 出場             | 得点             | 出場             | 得点             |
| 日本             | 日本             | 日本             | 日本             | リーグ戦         | リーグ戦         | リーグ杯         | リーグ杯         | 天皇杯           | 天皇杯           | 期間通算         | 期間通算         |
| ---------------- | ---------------- | ---------------- | ---------------- | ---------------- | ---------------- | ---------------- | ---------------- | ---------------- | ---------------- | ---------------- | ---------------- |
| 2023             | 磐田             | 44               | J2               | 0                | 0                | 1                | 0                | 0                | 0                | 1                | 0                |
| 2024             | 磐田             | 50               | J1               | 35               | 1                | 1                | 0                | 0                | 0                | 36               | 1                |
| 2025             | 磐田             | 50               | J2               | 11               | 1                | 1                | 0                | 0                | 0                | 12               | 1                |
| 2025             | 新潟             | 50               | J1               |                  |                  | -                | -                |                  |                  |                  |                  |
| 通算             | 日本             | 日本             | J1               | 35               | 1                | 1                | 0                | 0                | 0                | 36               | 1                |
| 通算             | 日本             | 日本             | J2               | 11               | 1                | 2                | 0                | 0                | 0                | 13               | 1                |
| 総通算           | 総通算           | 総通算           | 総通算           | 46               | 2                | 3                | 0                | 0                | 0                | 49               | 2                |

## 代表歴
- U-23日本代表
  - カンボジア遠征（2022年）